# Orem
Orem je město v okresu Utah County ve státě Utah ve Spojených státech amerických. K roku 2010 zde žilo 88 328 obyvatel. S celkovou rozlohou 47,4 km² byla hustota zalidnění 1 863,5 obyvatel na km². Sousedí mj. s městem Provo. Leží asi 72 kilometrů jižně od Salt Lake City nedaleko východního pobřeží Utažského jezera. Jde o páté nejlidnatější město v Utahu. Nachází se zde Utah Valley University.